# Ілюзія Орбісона
Ілюзія Орбісона — оптична ілюзія , вперше описана психологом Роєм Орбісоном в 1939 році.
Внутрішній квадрат постає у спотвореному вигляді, оскільки фон з косих ліній створює відчуття перспективи, і в результаті наш мозок сприймає форму квадрата перекрученою.
Різновид ілюзії Герінга та ілюзії Вундта .

Ілюзія Орбісона